# Dear Wendy
Dear Wendy er en film instrueret af Thomas Vinterberg efter manuskript af Lars von Trier.

## Handling
Den 18-årige Dick bor i en fattig amerikansk mineby i det sydøstlige USA. Ved et tilfælde kommer han i besiddelse af en pistol. Da han oplever våbnets magt og muligheder, samtidig med at han er erklæret pacifist, tager han initiativ til at danne en klub: »Dandierne«. Et broderskab af bevæbnede, fredselskende og jævnaldrende outsidere. De har hver deres personlige, navngivne pistol og i en række ritualer og med hemmelige regler finder de fornyet styrke og fællesskab i et hjørne af en forladt minegang. Kun i klubben må man vise og bruge sine pistoler. Men regler er til for at brydes, hvis det bliver meget, meget nødvendigt ...